# Grenzfläche
Als Grenzfläche oder Phasengrenze wird in der Physik und Materialwissenschaft die Fläche zwischen zwei Phasen bezeichnet, beispielsweise die Fläche zwischen zwei nicht mischbaren Flüssigkeiten wie Öl und Wasser.
Als Grenzflächen im engeren Sinn werden nur die folgenden Flächen bezeichnet:
- zwischen flüssigen und flüssigen Phasen
- zwischen flüssigen und festen Phasen
- zwischen festen und festen Phasen,

während die Fläche
- zwischen festen und gasförmigen Phasen
- zwischen flüssigen und gasförmigen Phasen

meist als Oberfläche (Feststoffoberfläche) bezeichnet wird.
Die Unterscheidung zwischen Grenz- und Oberflächen ist historisch bedingt und teilweise willkürlich. Dass auch der dritte oben angesprochene Fall (Grenzflächen innerhalb eines Festkörpers) Bedeutung hat, zeigen die zahlreichen Diskontinuitäten in der Erdkruste und im Erdmantel.
Mit den Eigenschaften von Grenzflächen im weiteren Sinne beschäftigen sich die Oberflächenchemie und Oberflächenphysik.

## Grenz- und Oberfläche
Eine Oberfläche lässt sich weniger klar definieren, als man annehmen könnte. Die geometrische Definition als Gesamtheit der Flächen, die einen Körper von außen begrenzen, wird ab dem mikroskopischen Bereich problematisch. Die „Oberflächenatome“ sind keine scharf begrenzten Kugeln und zwischen ihnen können Lücken vorliegen, die um vieles größer sein können, als die Atome selbst. Die Größe einer „Grenz- oder Oberfläche“ ist skalenabhängig, also vom verwendeten Beobachtungsmaßstab abhängig.
Daher ist auch eine Unterscheidung von äußerer und innerer Oberfläche bei allen porösen Materialien gegeben: Diese bilden „von außen“ betrachtet einen kompakten Körper, sind aber von zahlreichen Hohlräumen erfüllt. Für zahlreiche physikalische und chemische Vorgänge sind diese innenliegenden Oberflächen aber genauso relevant wie die äußere Oberfläche. Dabei übersteigt die innere Oberfläche die äußere oft um viele Größenordnungen.
An der Grenzfläche zwischen Gasen und Festkörpern kommen Temperatursprünge zustande, wenn Gas und Festkörper verschiedene Temperaturen besitzen.
Typische Beispiele sind:
- auf der Erde insbesondere die Erdoberfläche bzw. der Wasserspiegel von Meer und Gewässern
- bei Sternen die Photosphäre
- die freie Oberfläche einer Flüssigkeit unter Gasdruck
- in der Technik die zu bearbeitende Oberfläche eines Werkstücks, als Gestaltabweichung vom idealen Körper in der Oberflächenangabe vermerkt
- eine dünne Schicht auf einem Objekt, siehe auch Oberflächenveredelung (Beschichtung)
- die Messgröße für Pulver, Haufwerke und Ähnliches, die spezifische Oberfläche als gesamtvolumen- oder massenbezogene Oberfläche
- Körperoberfläche des Menschen, Abschätzungsformeln für eine skalenabhängige Größe

## Grundlagen
Innerhalb einer Phase wechselwirken Atome bzw. Moleküle in alle Raumrichtungen mit Atomen bzw. Molekülen in ihrer Nachbarschaft. Hier wirken in alle Richtungen gleiche Wechselwirkungskräfte (Kohäsionen). In der Nähe der Grenzfläche ist dies nicht der Fall. An der Grenzfläche stehen in Richtung der Nachbarphase unter Umständen keine oder nur ganz andere Nachbarn für eine Wechselwirkung zur Verfügung. Für Atome bzw. Moleküle ist es in der Regel energetisch ungünstig, sich in der Nähe der Grenzfläche aufzuhalten. Daraus resultiert eine Grenzflächenspannung, im Fall flüssig-gasförmig die Oberflächenspannung.
- Grenzflächenaktive Substanzen, wie die Tenside (Emulgatoren), verringern die Grenzflächenspannung und können die Durchmischung zweier Phasen zu einer Emulsion oder Dispersion fördern.

- An Grenzflächen zwischen festen und gasförmigen Phasen kommt es in der Regel zu einer Adsorption von Stoffen aus der Gasphase. Dieses Phänomen wird in vielen technischen Prozessen genutzt und spielt eine Rolle bei der heterogenen Katalyse.

- An der Phasengrenze zwischen einem Elektronenleiter (Feststoff) und einem Elektrolyten (Flüssigkeit) bildet sich eine elektrochemische Doppelschicht aus. Diese Doppelschicht ist ein wichtiges Phänomen der Elektrochemie.

## Phasengrenze im Phasendiagramm
Die Phasengrenze wird im Phasendiagramm eines Stoffes durch die Phasengrenzlinie in Abhängigkeit von Temperatur und kinetischem Druck dargestellt. Dieses Verhalten ist eine für den Stoff typische Eigenschaft.